# Asteroide de tipus D
Els asteroides de tipus D són un tipus d'asteroides molt baixos albedo. Es troben en el cinturó principal exterior. Exemples d'això són (152) Atala, (944) Hidalgo i la majoria dels asteroides troians de Júpiter.

## Origen

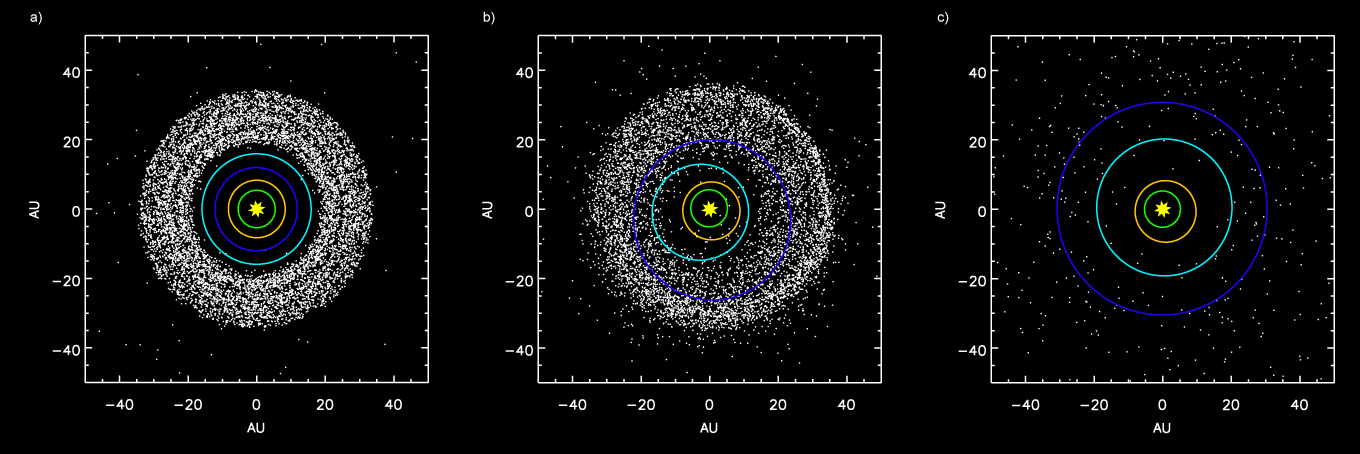
Simulació que mostra els planetes exteriors i el cinturó de planetesimals: a) configuració inicial, abans que Júpiter i Saturn aconsegueixen la ressonància 2:1 b) Dispersió de planetesimals en el sistema solar interior després del canvi de l'òrbita de Neptú (blau fosc) i Urà (blau clar). c) l'expulsió dels planetesimals pels planetes

El model de Niça suggereix que venen del cinturó de Kuiper.
Un gran nombre de planetesimals es van capturar a la part exterior del cinturó principal, una distància superior 2,6 UA, i la regió de la Família Hilda.
Aleshores aquests objectes capturats haurien patit l'erosió induïda per col·lisions, causant la molta de les poblacions d'asteroides en fragments més petits que podrien ser aleshores desplaçats per l'acció del vent solar i l'efecte YORP, i l'eliminació de més del 90% d'ells (Bottke i al). La mida i la freqüència de distribució de les poblacions d'asteroides establertes per resultat de la simulació de l'erosió perfectament consistent amb les observacions astronòmiques. Això suggereix que els troians de Júpiter, Hilda i alguns del cinturó exterior principal, i tots els asteroides de tipus D són els planetesimals restants que els processos de captura i d'erosió. També podria ser el cas del planeta nan Ceres.

## Característiques
Segons Greeley & al, la composició química de la superfície podria ser bastant similar a la de la lluna Cal·listo, la superfície està feta de materials de carboni.